# Ришар, Ортанс
Ортанс Ришар (Гортензия Ришар; полное имя при рождении: Мария София Гортензия Жанна Шренк нем. Marie Sophie Hortense Jeanne Schrenk; 24 июня 1858, Charonne, Сена — 2 июля 1940, Шатийон) — французская художница-миниатюристка.

## Биография
Родилась в 1858 году в Шаронне и была внебрачной дочерью Луизы Кристины Фредерики Шренк, немки, уроженки Штутгарта, и некоего Жана Ришара.
Училась живописи в Париже, в Академии Жюлиана, где в те дни преподавали Вильям Бугро, Жюль Лефевр и Джеймс Бертран.
Выставляла свои работы на Парижских салонах (1875) и Салонах французских художников (с 1909 года). На Всемирной выставке в Париже 1889 года удостоилась почётного упоминания, а на Всемирной выставке в Париже 1900 года — бронзовой медали. Она также выставляла свои работы на Всемирной выставке в Чикаго в 1893 году. В 1906 году Ришар получила премию первой степени французского Союза женщин — художников и скульпторов.
Писала преимущественно жанровые сцены и идеализированные женские головки в технике миниатюрной живописи на слоновой кости. Имела нескольких учениц.
Выставляла свои работы вплоть до 1935 года. Была замужем, но в дальнейшем овдовела.
Скончалась в 1940 году в Шатийоне, в собственном доме.

## Миниатюры на слоновой кости Ортанс Ришар

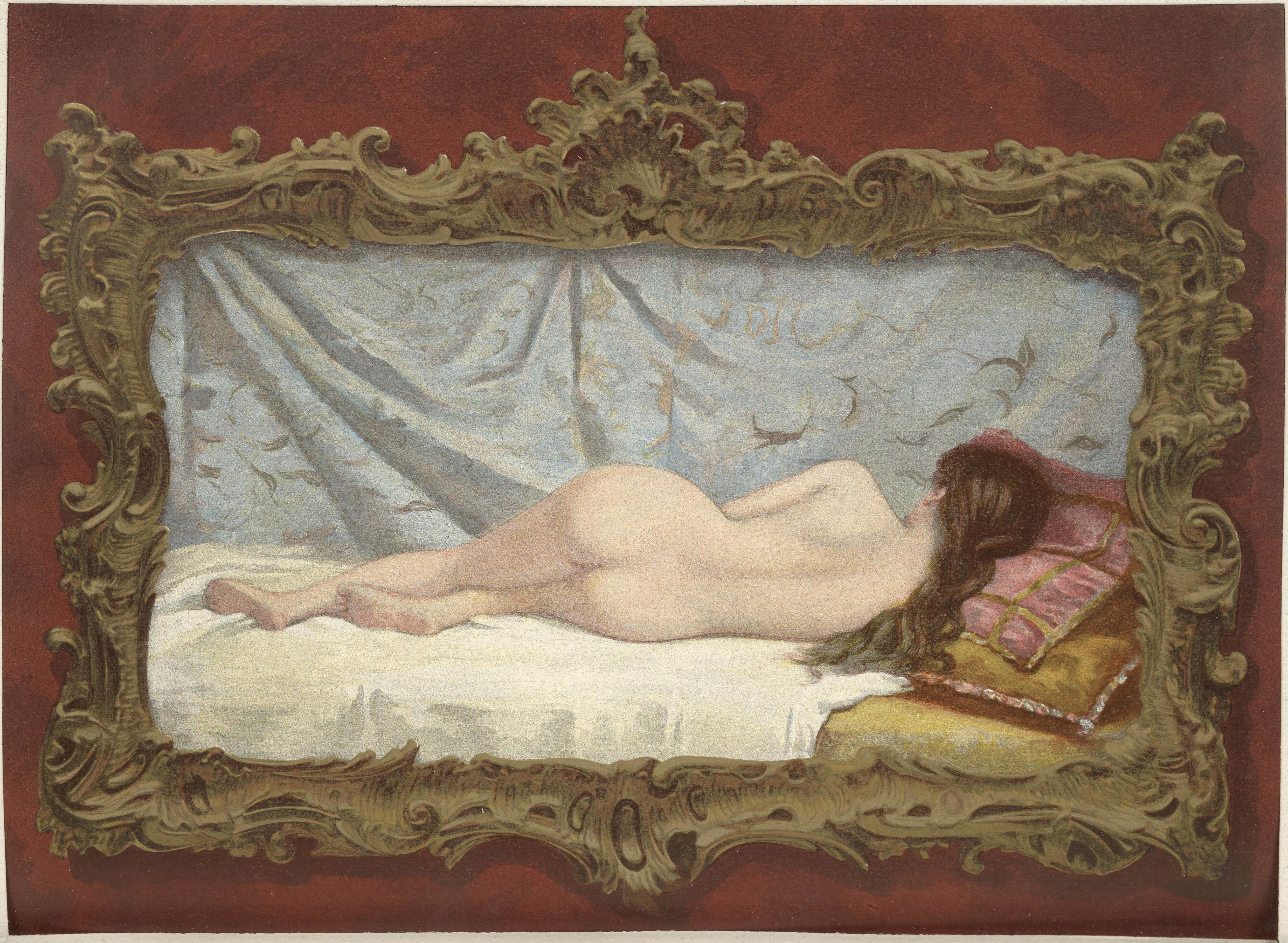
Спящая обнажённая, 1893
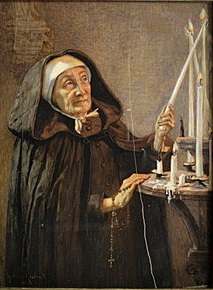
«Монахиня, зажигающая свечи» («В церкви в Пуату»), Лувр
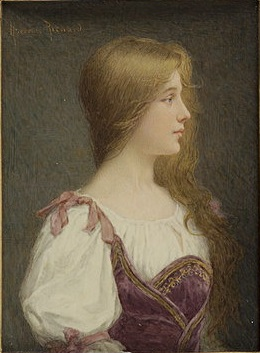
Девушка со светлыми волосами
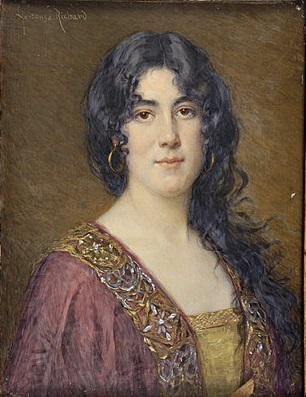
Темноволосая девушка
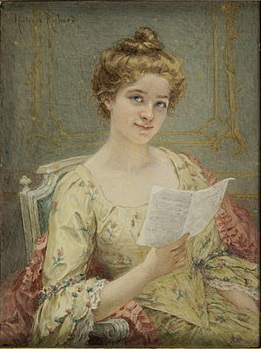
Девушка, читающая письмо
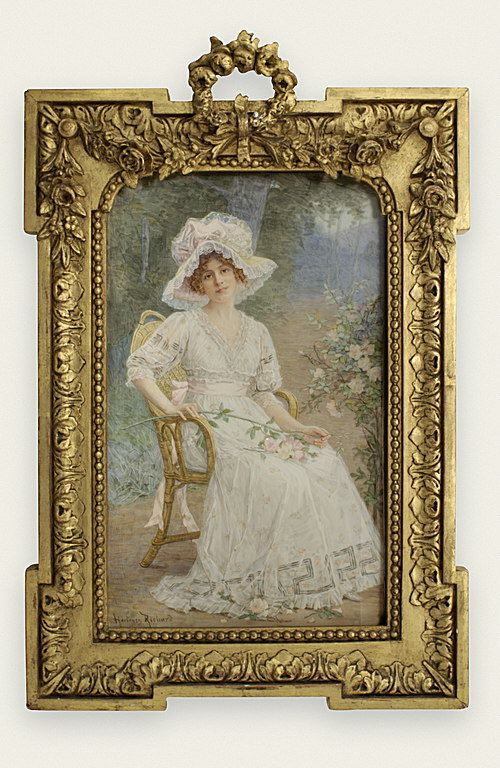
Девушка в саду